# Apoteózis

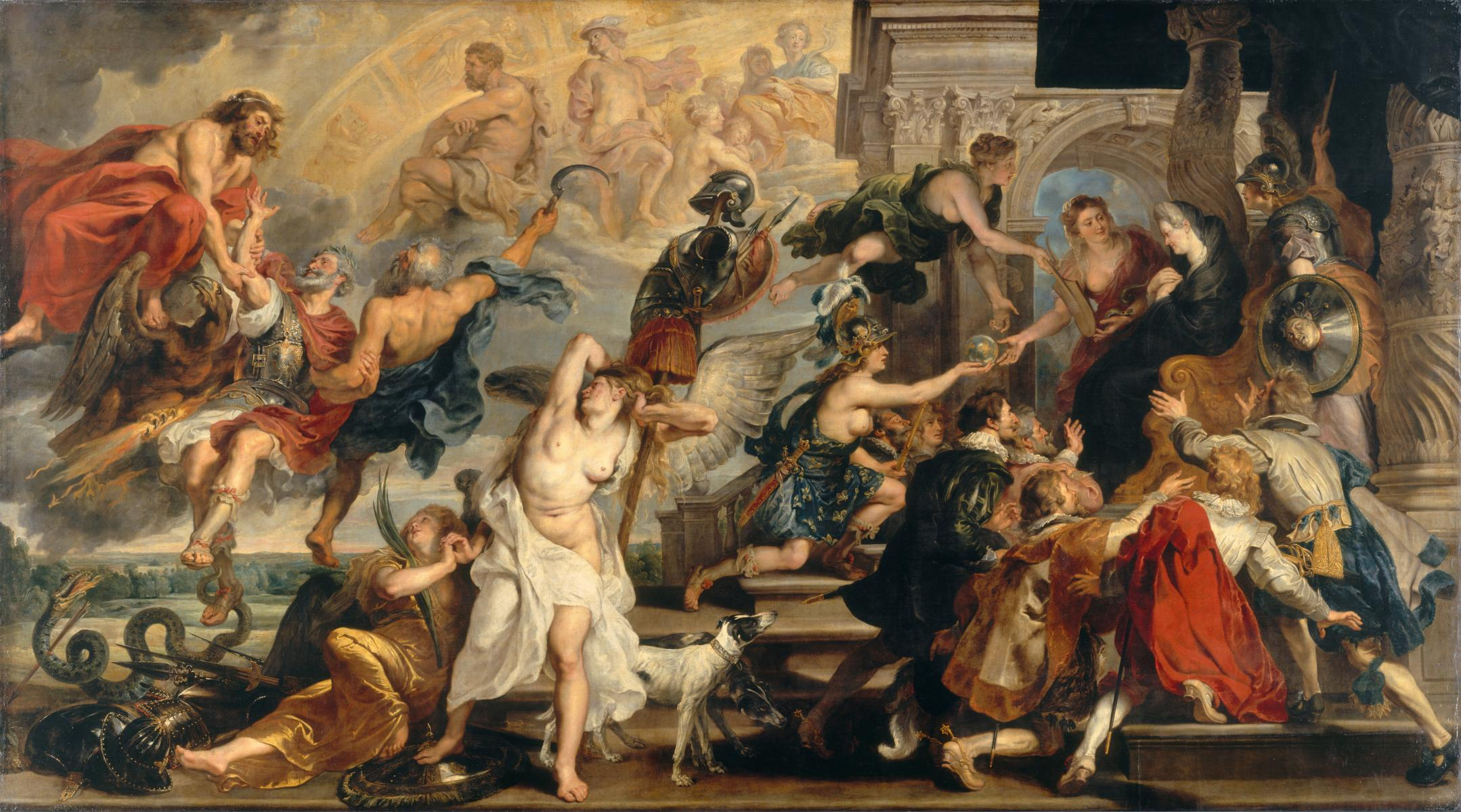
Rubens: IV. Henrik apoteózisa és Medici Mária régenssé nyilvánítása (1623–25)

Az apoteózis (görög eredetű szó) istenítés, embernek az istenek közé helyezése.

## Az ókori görögöknél
A görögök hite szerint egyes kiváló hősök holtuk után az istenek gyülekezetébe jutnak, és testük a hamvasztásban halandó salakjuktól megtisztul. Így istenült Héraklész, Akhilleusz vagy Bellerophontész stb. Később históriai személyeket is istenítettek, így Harmodioszt és Arisztogeitónt, valamint a Marathónnál elesetteket.

## A rómaiaknál
Az apoteózis a rómaiaknál is meghonosodott, akik Caesartól kezdve császáraikat isteníteni szokták (consacratio). A császár a Divus (= megistenült) melléknevet, templomot és őt tisztelő papokat kapott.

## A képzőművészetben

Ingres: Homérosz apoteózisa (1827)

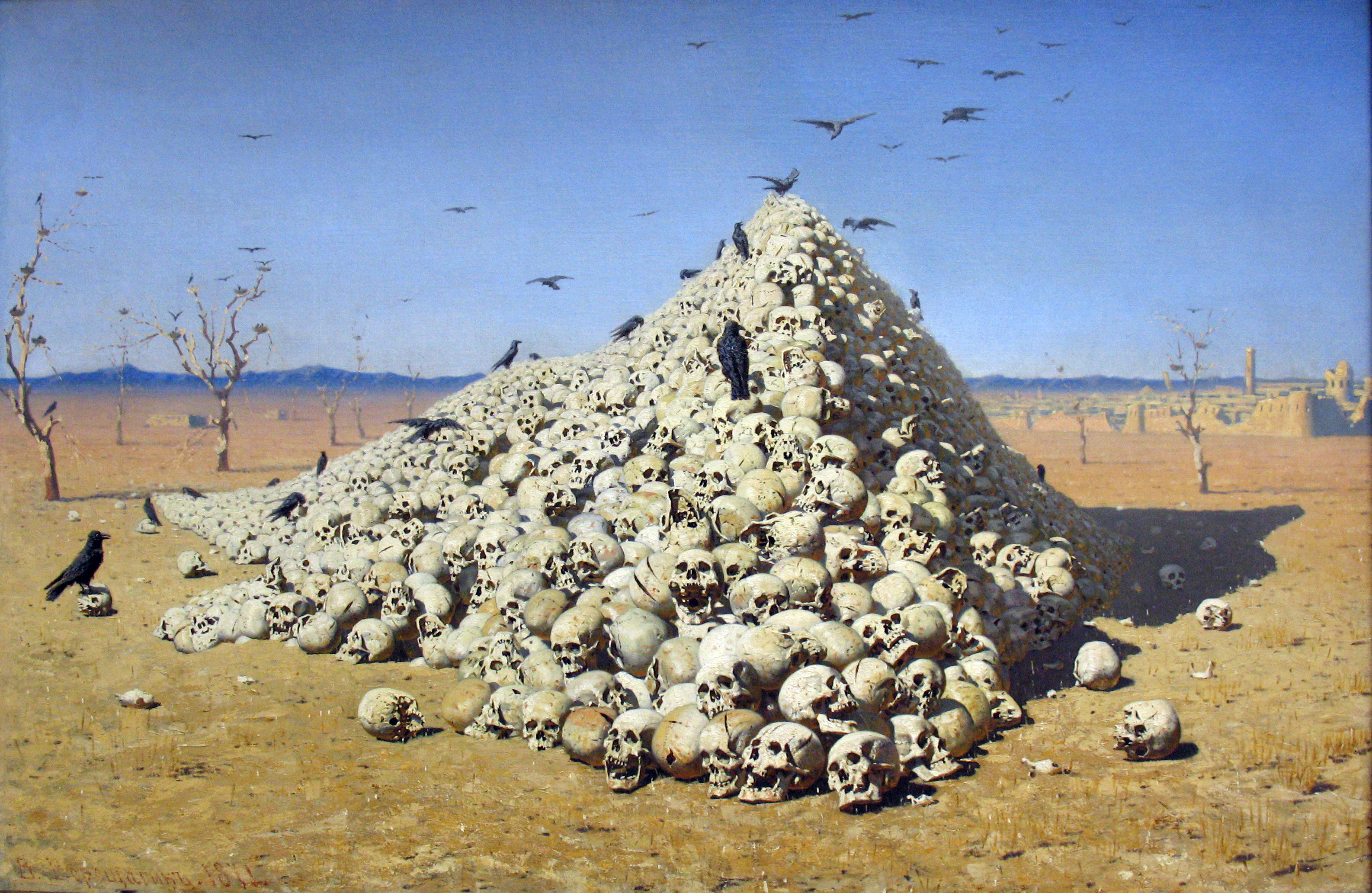
Verescsagin: A háború apoteózisa (1871)

A festészetben és szobrászatban a szimbolikus ábrázolás egy neme, amelyben valamely személynek rendkívüli voltát akként dicsőítik, hogy isteni vagy más túlvilági lények társaságában, vagy egyébként képzelt földfeletti viszonyok közepett tüntetik fel. Rómában a császárok idejében különösen szokásos volt az e fajta ábrázolás domborműben előállítva, és igen gyakran fordul elő a római császári érmeken is. Az ifjabbkori festészetben is találkozunk ilyen ábrázolásokkal, így például Tiziano megfestette V. Károly császár apoteózisát, Rubens IV. Henrikét, Ingres pedig Homéroszét és később I. Napóleonét (1853-ban, a régi párizsi Városháza pannóin, melyek 1871-ben, az épület felégetésekor elpusztultak).

## Az esztétikában
Az apoteózis az esztétikában a dráma vagy vallásos darab befejező része, amennyiben a hős szenvedéseinek isteni megnyilatkozás vagy magasabb vízió vet véget (például Az ember tragédiájában).

## Az irodalomban
Az irodalomban apoteózis alatt a színművek ünnepélyes záróképét, esetleg látványos, zenével kísért némajelenetét értjük, amely a főhőst dicsőíti. A barokk színpadokon és a jezsuita drámákban volt gyakori, de alkalmazták a romantika hazafias darabjainak lezárására is.
Dan Brown: Az elveszett jelkép című regényében is fontos tényező az ember istenné válásának gondolata.